# Renato Cajá
Renato Adriano Jacó Morais, conhecido como Renato Cajá (Cajazeiras, 15 de setembro de 1984), é um ex-futebolista brasileiro que atuava como meia.
Renato atuou em 15 clubes, fez 533 jogos e marcou 96 gols.

## Carreira
Nascido em Cajazeiras, o que lhe deu o apelido de Cajá, Renato foi revelado pelo Mogi Mirim, em 2000 permanecendo ali até 2005.
Defendeu também a Ferroviária-SP e o Juventude, antes de chegar, em 2008 à Ponte Preta.

### Ponte Preta e Al-Ittihad
Pela Macaca, Renato foi o grande destaque da equipe vice-campeã paulista de 2008. Na sequência do ano, suas boas atuações durante a Série B do Brasileirão o fizeram ser contratado pelo Al-Ittihad, da Arábia Saudita.

### Grêmio e Botafogo
Em meados de 2009, Renato Cajá retornou ao Brasil, para jogar pelo Grêmio. O meia foi pouco aproveitado e, ao final da temporada, transferiu-se para o Botafogo num contrato válido por um ano e com opção de renovação por mais um.

### Guangzhou Evergrande
No dia 9 de março de 2011, Renato acertou sua transferência por quatro anos para o Guangzhou Evergrande, da China. O meia mal chegou ao clube chinês e se envolveu em polêmica. Cajá não gostou de ter sido substituído pelo técnico sul-coreano Lee Jang-soo no jogo em casa contra o Beijing Guoan (que terminou empatado em 2x2) ainda no dia 17 de abril e foi direto para o vestiário. O meia brasileiro foi suspenso por 3 jogos, delegado ao time reserva do Guangzhou Evergrande e ainda teve 20 mil dólares (cerca de 31 mil reais) descontados do seu salário, além de ser multado em 46 mil dólares (cerca de 73 mil reais).
Renato Cajá perderia espaço de vez no clube chinês após a chegada do meia argentino Darío Conca, recorde de transferência no futebol chinês na época.

### Ponte Preta e Kashima Antlers
Em julho de 2011, assinou contrato até 31 de dezembro de 2012 com a Ponte.
Em maio de 2012, após término do seu período emprestado à Ponte Preta, Cajá acertou um novo empréstimo, dessa vez ao Kashima Antlers, do Japão.

### Vitória
Já no início de 2013, finalizou sua passagem pelo futebol japonês e retornou ao Brasil para acertar com o Vitória. Em sua estreia, anotou dois gols sendo um destes um golaço diante do ASA em jogo válido pela Copa do Nordeste. No dia 7 de abril, no clássico Ba-Vi que marcava a inauguração da Arena Fonte Nova, entrou para a história do estádio ao marcar o primeiro gol do mesmo. O clássico terminou com goleada de 5 a 1 a favor do time de Cajá, o Vitória.

### Bursaspor
Não teve seu contrato renovado, e acabou voltando para o Guangzhou Evergrande.
Foi novamente emprestado, desta vez, ao Bursaspor, da Turquia por 6 meses, após o término do campeonato, voltou ao Guangzhou Evergrande.

### Retorno à Ponte Preta
Sem chance no Guangzhou Evergrande, foi novamente emprestado, desta vez novamente para a Ponte Preta, em julho de 2014. Foi apresentado a torcida no dia 27 de julho de 2014 antes da partida contra o Vasco da Gama válida pela Série B do Brasileirão.
Antes do jogo entre Ponte e Fort Lauderdale Strikers, disputado em 20 de junho de 2015, o meia Renato Cajá foi homenageado com uma placa pela diretoria da Ponte Preta. O motivo foi o golaço marcado pelo camisa 10 na vitória por 3 a 1 sobre a Chapecoense, pela quarta rodada do Brasileirão, no Majestoso.

### Sharjah FC
Em 13 de julho de 2015, Renato Cajá acerta com Sharjah FC dos Emirados Árabes Unidos. O clube aceitou pagar a multa rescisória para tirar o meia da Macaca (US$ 2 milhões, ou R$ 6,3 milhões).

### Bahia
No dia 29 de abril de 2016, foi anunciado como novo reforço do Bahia para a Série B, com contrato até o fim de 2017. Além do Tricolor, também estiveram interessados o Santa Cruz, Ponte Preta, Vitória e Botafogo.
Em março do ano seguinte após se recusar entrar em campo contra o Fortaleza pela Copa do Nordeste, Renato chegou a um acordo com o clube e rescindindo seu contrato que ia até o fim do ano.

### Novo retorno à Ponte Preta
Após ter seu vínculo rescindindo com o Bahia, acertou seu retorno à Ponte Preta assinando vínculo até o fim de 2017. Foi a quarta passagem do meia pela Macaca, em que acumula mais de 100 jogos pelo clube, tendo anotado 42 gols.

### Goiás
No dia 23 de abril de 2018, Renato Cajá foi confirmado como novo reforço do Goiás.

### Juventude
Em junho de 2019, Renato Cajá foi confirmado como novo reforço do Juventude. No dia 9 de setembro, aplicou um hat-Trick em partida válida pelas quartas de final da Série C, levando o clube gaúcho de volta a Série B do Campeonato Brasileiro.

### Ponte Preta
Em setembro de 2019, Renato Cajá foi novamente emprestado à Ponte Preta. Foi sua quinta passagem pela Macaca; desta vez, porém, uma passagem curta: 13 jogos e 2 gols anotados. O meia se despediu com uma goleada aplicada sobre o Brasil de Pelótas. Cajá deixa o Moisés Lucarelli com 178 jogos disputados e 45 gols marcados.

### Retorno ao Juventude
Depois do empréstimo à Ponte Preta em 2019, Cajá retornou ao Papo em 2020 para ajudar a equipe na luta pelo tão sonhado retorno à Série A, o que aconteceu após vitória sobre o Bugre, ex-rival do meia, em pleno Brinco de Ouro, na última rodada, com gol do próprio Cajá. Foi a terceira passagem do meia pelo time de Caxias do Sul.

### Ferroviária
No início de 2021, fechou acordo para reforçar a Ferroviária no Paulistão. O último jogo dele foi no dia 14 de maio, na derrota da Ferroviária para o São Paulo, por 4 a 2. Disputou 12 jogos e marcou 2 gols.

### CSA
Em junho de 2021, acertou com o CSA.

### Inter de Limeira
Em fevereiro de 2022, acertou com a Inter de Limeira para a sequência do Campeonato Paulista.

### Aposentadoria
Em 7 de agosto de 2022, anunciou em suas redes sociais sua aposentadoria.

## Títulos

### Ferroviária
- Copa Paulista: 2006

### Al-Ittihad
- Campeonato Saudita: 2008–09

### Botafogo
- Taça Guanabara: 2010
- Taça Rio: 2010
- Campeonato Carioca: 2010

### Guangzhou Evergrande
- Super Liga Chinesa: 2011

### Kashima Antlers
- Copa Suruga Bank: 2012
- Copa da Liga Japonesa: 2012

### Vitória
- Campeonato Baiano: 2013